# Valjevo

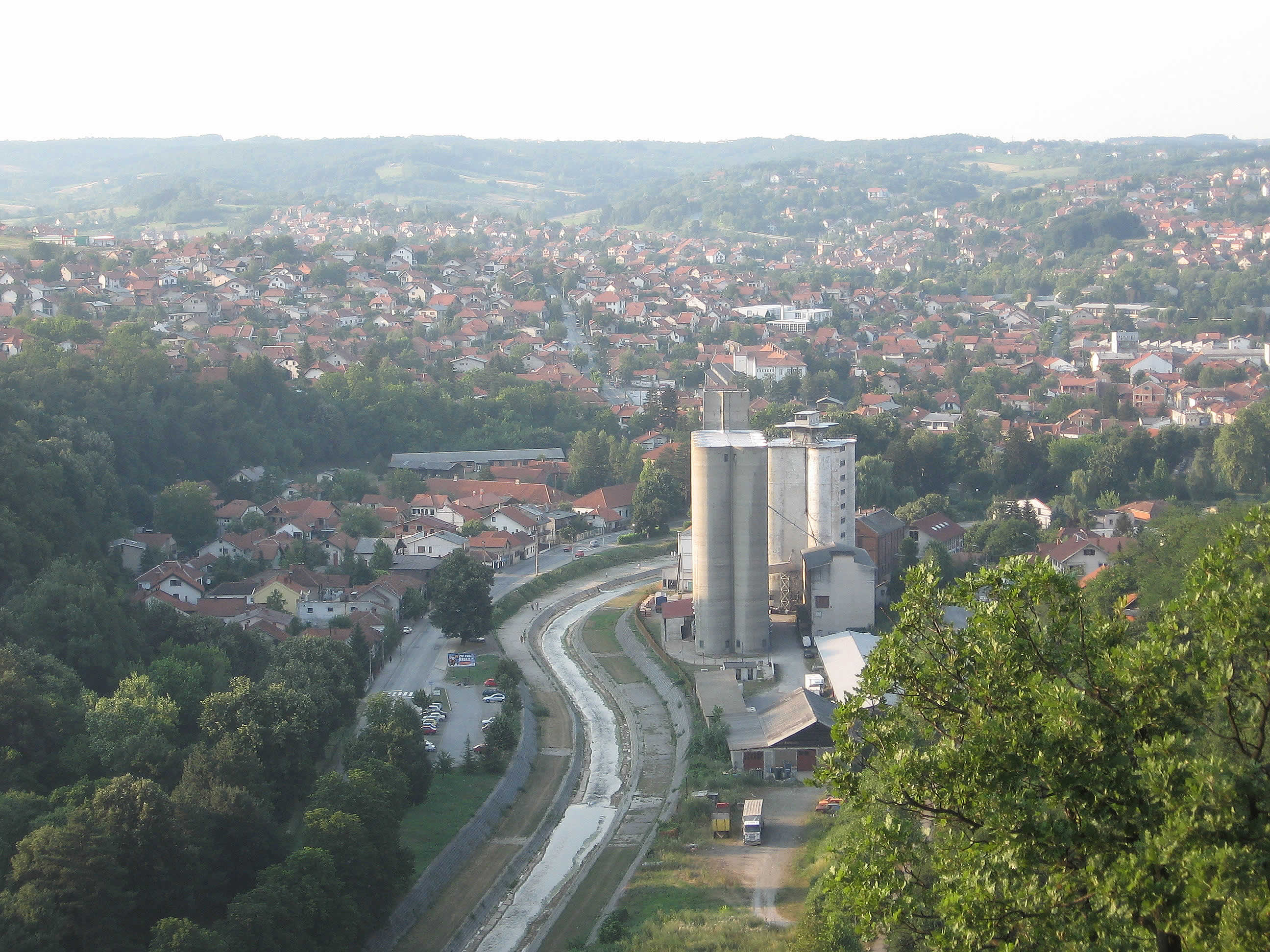
Vista general de la ciutat de Valjevo.

Valjevo (en serbi: Ваљево) és una ciutat de Sèrbia. El municipi de Valjevo és a l'oest de la Sèrbia central, i és el centre administratiu del Districte de Kolubara, que inclou a cinc municipis més petits, amb una població total de gairebé 200.000 persones. Segons el cens del 2002, tenia 96.761 habitants, dels quals 61.270 eren urbans, i 35.491 rurals.
Ocupa una superfície de 905 km², i la seva altitud és de 185 msnm. El seu nucli es va formar a prop del riu Kolubara, un afluent del riu Sava. La zona de Valjevo té un clima suau i temperat.

## Història

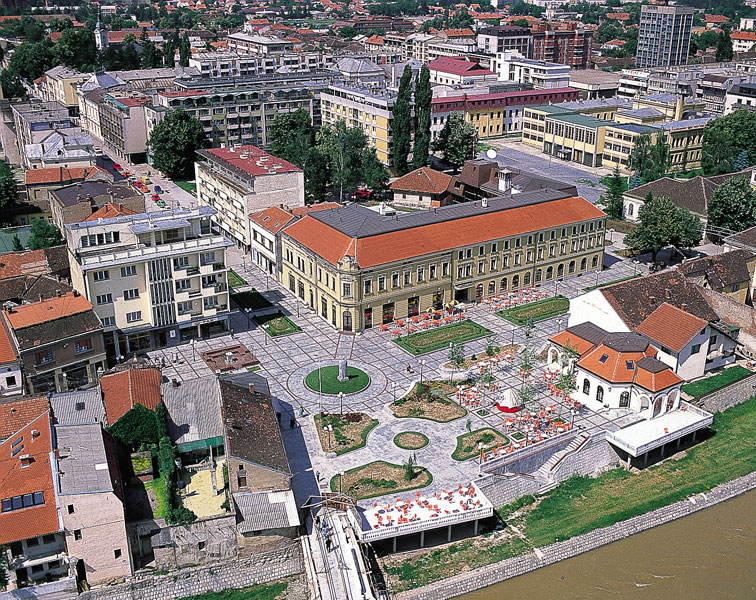
El centre de la ciutat de Valjevo.

A la propera localitat de Petnica van ser trobades les primeres restes d'hàbitat del Neolític a Sèrbia, de 6.000 anys d'antiguitat. En època romana, la zona era una part integral de la província de Mèsia. Valjevo es va esmentar per primera vegada el 1393, quan era un pas important en la ruta comercial que unia Bòsnia amb Belgrad. Amb el començament del segle xix, va començar el procés històric de la transformació ràpida de la major part del territori de Sèrbia i les seves revoltes contra el domini otomà. Al segle xx, es va accelerar el desenvolupament de la ciutat, que es va convertir en un important nucli industrial i cultural. Durant la Primera Guerra Mundial, als voltants de Valjevo, va tenir lloc la batalla de Kolubara, a la ciutat es va instal·lar un gran hospital per als ferits.
Durant la Segona Guerra Mundial, la ciutat va patir una severa destrucció, en ser un centre de la confrontació entre les  forces nazis i els partisans. Precisament a Valjevo els nazis van executar a Stjepan Filipović, un líder partisà que es convertiria en un símbol de la resistència al feixisme, i va ser nomenat heroi nacional de Iugoslàvia.
Al final del segle xx, la ciutat també va ser objecte dels bombardejos de l'OTAN en resposta a la Guerra de Kosovo, que van causar greus danys en les seves principals infraestructures.

## Economia
L'economia de Valjevo es caracteritza per un gran nombre de petites empreses privades que treballen en el camp de la metal·lúrgia, l'alimentació, i en menor mesura, la indústria tèxtil. La seva principal factoria industrial és la fàbrica d'armes Krušik, fundada el 1939, la qual després dels bombardejos que va patir per part de l'OTAN el 1999 ha aconseguit refer les seves instal·lacions i funcionar amb relativa normalitat, amb 1.500 empleats el 2009.

## Comunicacions
Valjevo és a 100 km de la capital, Belgrad, i als voltants d'una de les artèries de trànsit més importants del país, la Ibarska Magistral, que connecta el nord i el sud de Sèrbia. També passa per la ciutat el ferrocarril Belgrad - Bar, que connecta la capital sèrbia amb Montenegro i el mar Adriàtic.

## Demografia
| Composició ètnica del municipi (cens del 2002) |          |
| Grup ètnic                                     | Població |
| Serbis                                         | 93.064   |
| Romanesos                                      | 1.314    |
| Montenegrins                                   | 244      |
| Iugoslaus                                      | 224      |
| Altres                                         | 1.915    |
| TOTAL                                          | 96.761   |
| 85%                                            |          |

## Personatges cèlebres
- Nikolaj Velimirović (1881 -1956), bisbe ortodox venerat com a sant per l'Església Ortodoxa.
- Milos Teodosic, jugador professional de bàsquet.
- Milorad Miskovitch, (1928-2013), ballarí i coreògraf.

## Ciutats agermanades
- Prievidza, Eslovàquia